# 克雷布斯巴赫河 (阿勒河支流)
46°59′25″N 7°27′02″E / 46.99026°N 7.45057°E

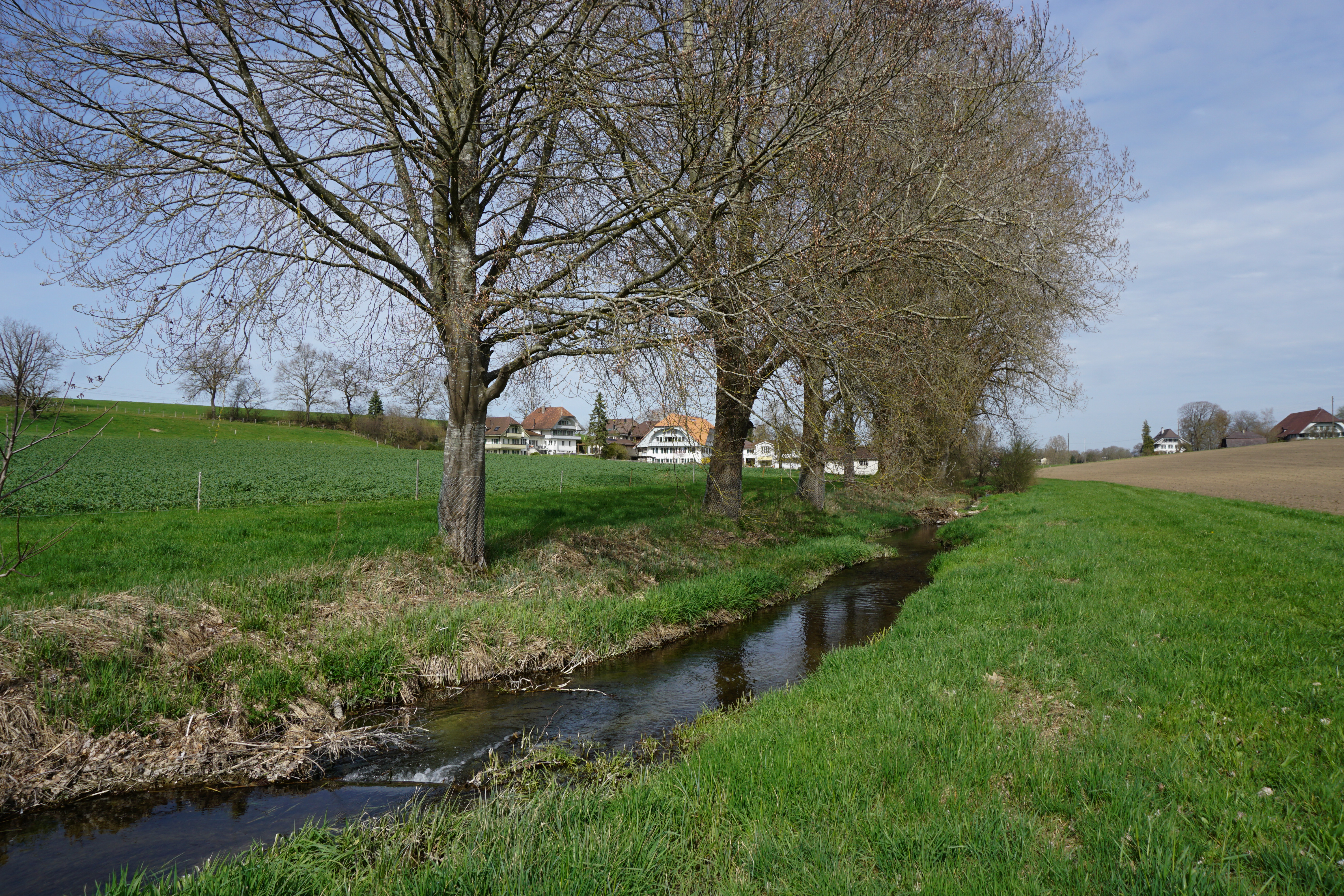

克雷布斯巴赫河是瑞士的河流，位於該國中西部，流經伯恩州，屬於阿勒河的右支流，河道全長8公里，流域面積21.4平方公里，發源自邁基爾希，河口處在措利科芬。